# Tövshrüülekh
Le sum de Tövshrüülekh (mongol : ᠲᠦᠪᠰᠢᠷᠡᠭᠦᠯᠬᠦ
ᠰᠤᠮᠤ, cyrillique : Төвшрүүлэх сум, MNS : Tövshrüülekh sum) est situé dans l'aïmag (ligue ou province) d'Arkhangai, au Centre ouest de la Mongolie.